# Паробе
Паробе (порт. Parobé) — муниципалитет в Бразилии, входит в штат Риу-Гранди-ду-Сул. Составная часть мезорегиона Агломерация Порту-Алегри. Находится в составе крупной городской агломерации Агломерация Порту-Алегри. Входит в экономико-статистический микрорегион Порту-Алегри. Население составляет 54 223 человека на 2006 год. Занимает площадь 109,026 км². Плотность населения — 497,3 чел./км².

## История
Город основан 1 мая 1982 года.

## Статистика
- Валовой внутренний продукт на 2003 год составляет 450 400 605,00 реалов (данные: Бразильский институт географии и статистики).
- Валовой внутренний продукт на душу населения на 2003 год составляет 9 027,87 реалов (данные: Бразильский институт географии и статистики).
- Индекс развития человеческого потенциала на 2000 год составляет 0,786 (данные: Программа развития ООН).

## География
Климат местности: субтропический.